# Bergstraße 3 (Castell)

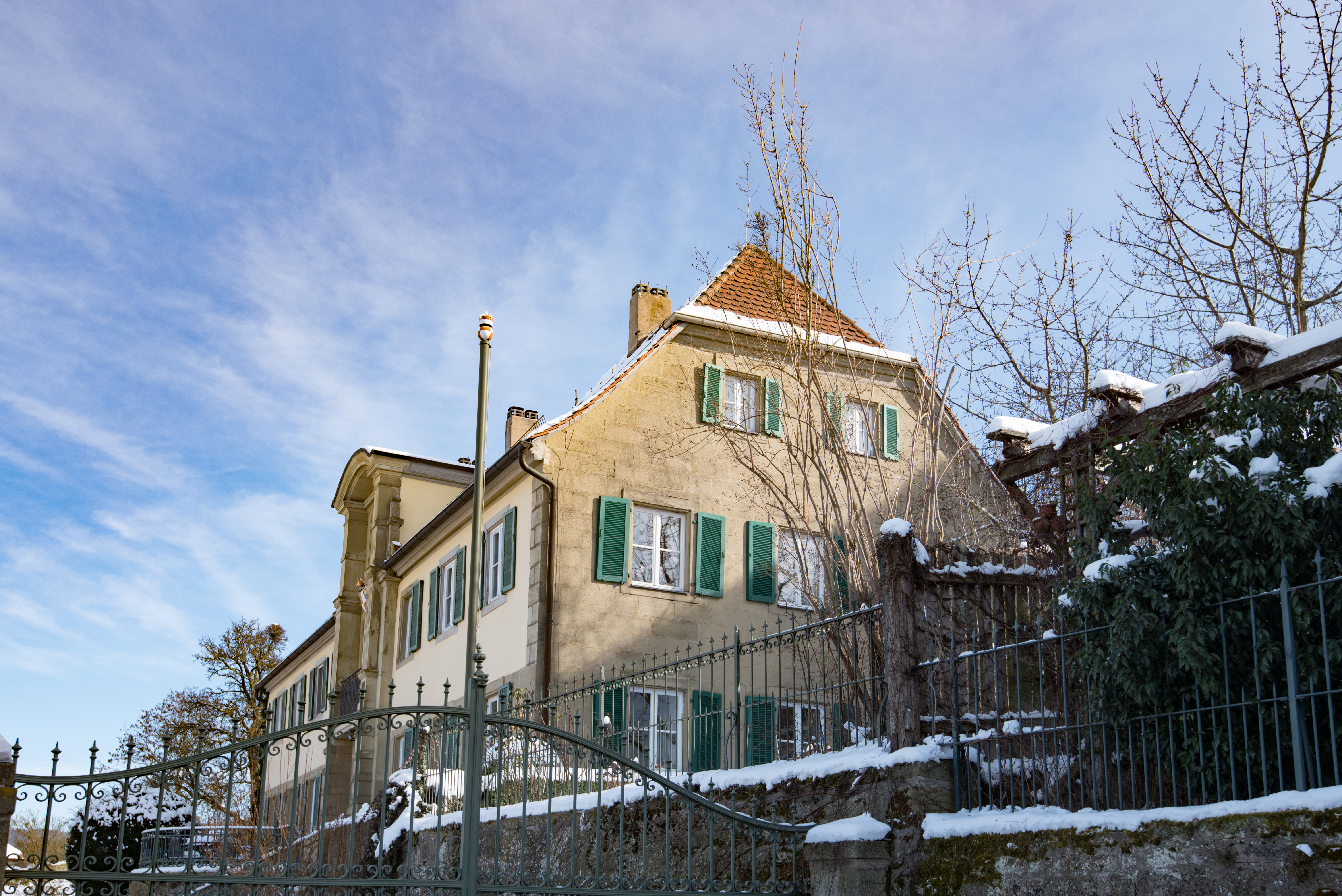
Haus Bergstraße 3

Das Haus Bergstraße 3 (sogenanntes Schlösschen; früher Hausnummer 33) ist ein denkmalgeschütztes Gebäude in der unterfränkischen Gemeinde Castell im Landkreis Kitzingen.

## Geschichte
Obwohl das Haus Bergstraße 3 selbst aus dem 18. Jahrhundert stammt, ist das Grundstück bereits seit dem 17. Jahrhundert bebaut. Von 1680 bis 1715 kann Thomas Hofmann, später seine Witwe in dem Haus nachgewiesen werden. Hofmann hatte ein Einzugsgeld zu entrichten. Ihm folgte der Hofmetzger Mathes Oberseiter nach, der bis 1726 hier lebte. Seine Frau heiratete nach seinem Tod erneut einen Metzger. Dieser, ein gewisser Leonhard Pflaum, ist von 1726 bis 1748 in den Räumlichkeiten nachweisbar. 
Der Kern des heutigen Baus entstand in den Jahren 1748 bis 1750 unter dem Besitzer Hofrat Mayer, der das Anwesen noch bis 1756 bewohnte. Nach einem weiteren Besitzerwechsel gelangte 1772 Friedrich Adolf Zwanziger, der Geheime Rat und Kreisgesandte der Grafschaft Castell an das Haus. Zwanziger nahm weitere Umbauten an dem Haus vor. 1776 wurde hier sein Sohn Heinrich Adolph von Zwanziger geboren, der Offizier werden sollte. Durch Kauf erwarb 1793 die gräfliche Herrschaft das Anwesen, das im Volksmund den Namen Schlösschen erhielt. Es wurde mit einem  überdachten Gang versehen, dass das Haus mit dem nahegelegenen Amtshaus (Bergstraße 5) verband. In beide Häuser zog bis 1803 Graf Christian Friedrich zu Castell-Rüdenhausen und seine Familie.
Im Jahr 1824 erfolgte ein großer Umbau, mit dem zwei Wohnungen in den Räumlichkeiten entstanden. In den folgenden Jahren lebten hier die gräflichen Leibärzte der Casteller und Rüdenhäuser Mitglieder des Hauses, so Dr. Sturz, Dr. Parrot und Dr. Wegele. 1890 übernahm die Casteller Linie den Alleinbesitz des Hauses. Vier Jahre später bezog die verwitwete Gräfin Emma, geborene Solms-Rödelheim und Assenheim mit ihren Töchtern das Haus. 1897 ließ sie eine Wasserzisterne einbauen. 
Ab 1938 wurde das Haus vom Pfarrerehepaar Haffner angemietet. In den Räumlichkeiten entwickelten sich ab den 1940er Jahren die Ursprünge der Communität Casteller Ring, einer lutherischen Frauengemeinschaft unter der Leitung von Christel Felizitas Schmid. Im Dachgeschoss des sogenannten Schlösschens wurden ab 1950 die Zusammenkünfte der Communität zelebriert. 1953 verkaufte Fürst Castell das Anwesen an den Pfadfinderinnendienst Castell, der hier eine Ausbildungsstätte für Flüchtlingsfrauen aus den Ostgebieten einrichtete. Hierzu verschwand eine Scheune, in der nach dem Krieg der Würzburger Bildhauer Helmut Ammann sein Atelier untergebracht hatte. Der Dachboden wurde als Klausurbereich für die Schwestern gestaltet.
In der Folge erfuhr das Anwesen weitere Aus- und Umbauten, die der wachsenden Schülerinnenzahl angepasst waren. 1963 entstand das sogenannte Gartenhaus mit weiteren Schulräumen im Hof, 1974 wurde das Wohnheim der Pfadfinderinnen saniert. Im Jahr 1981 kaufte Fürst Albrecht zu Castell-Castell das Haus zurück. Die Schwestern verlegten im gleichen Jahr den Hauptsitz ihrer Gemeinschaft auf den Schwanberg. In der Folge verschwanden die Schulneubauten der Nachkriegszeit und wurden durch Garagen ersetzt. Im Schlösschen wurden Mietwohnungen eingerichtet. Im Jahr 2000 wurde der Alterssitz des Fürsten Albrecht zu Castell-Castell in den Räumlichkeiten eingerichtet.

## Beschreibung
Das Haus Bergstraße 3 wird vom Bayerischen Landesamt für Denkmalpflege als Baudenkmal eingeordnet. Es präsentiert sich als zweigeschossiger Halbwalmdachbau, der aus Sandsteinquadern errichtet wurde. Als Repräsentationsgebäude, in der zeitweise Vertreter der Herrschaft Castell residierten, wurde es mit einem zentralen Zwerchgiebel, Brüstungs- und Gurtgesimsen sowie Eckpilastern ausgestattet. Nördlich der Anlage ist die Gruft der Grafen zu Castell zu finden. Ein ausgedehnter Garten schließt an den Bau an. 